# Lucas Sanders
Lucas Sanders is een personage uit de Nederlandse soapseries Goede tijden, slechte tijden en Nieuwe Tijden. Hij is de zoon van Stefano Sanders en Janine Elschot. Tot januari 2006 woonde Lucas in Meerdijk; samen met zijn vader verhuisde hij naar New York, waar hij bleef tot 2009. Daarna keerde Lucas terug naar Meerdijk om bij zijn moeder te gaan wonen. Lucas is het eerste openlijk mannelijke homoseksuele hoofdpersonage in de geschiedenis van GTST. Sinds juni 2009 wordt de rol van Lucas vertolkt door Ferry Doedens. Op 31 december 2015 vertrekt hij met zijn geliefde Pelle naar Hawaï. Vanaf 6 juni 2016 speelt Doedens de hoofdrol in de app "Meerdijk", om de kijkers vast op te warmen voor de spin-off Nieuwe Tijden. Tussen 2016 en 2018 was Lucas ook in deze spin-off te zien.

## Algemeen

### Seizoen 11 tot 15
De rol van Lucas Sanders werd in seizoen 11 tot 15 vertolkt door verschillende kinderen. In 2005 werd de rol overgenomen door de toen negenjarige Mits Hommeles voor enkele afleveringen. De productie was in die tijd bezig om minderjarige personages door dezelfde kinderen te laten spelen, in plaats van steeds door anderen. Daarom werd gedacht dat Hommeles ook voor lange periode in de serie te zien zou zijn, maar hij verdween na twee weken al uit beeld. 
Na twee maanden en de zomerstop kwam Lucas weer in beeld kwam. Het personage werd vanaf dat moment gespeeld door de dertienjarige Jeffrey Stevens, die tot eind januari 2006 in de serie bleef. Tot dat moment was de rol van Lucas slechts een bijrol.

### Recasting (seizoen 19 en verder)
Ferry Doedens stond ingeschreven bij castingbureau Kemna Casting, toen hij werd gecontacteerd om auditie te doen voor een Nederlandse televisieserie. Pas gedurende het castingproces werd duidelijk dat het een rol in Goede tijden, slechte tijden betrof. Andere auditanten die het tot de laatste auditieronde haalden, waren Neil Hendriks en Olivier Deriga.
Uiteindelijk lekte door een krabbel op Hyves uit dat Doedens de rol had bemachtigd. Op dat moment was Doedens vooral bekend als deelnemer bij het vierde seizoen van Idols. Deriga, naar later bleek de tweede keus van het castingbureau, verscheen enkele maanden later toch in GTST, zij het in een gastrol als een onenightstand van Lucas. Lucas is het eerste mannelijke homoseksuele hoofdpersonage in de geschiedenis van GTST.
Op het moment dat bekend werd dat Doedens was gecast voor de rol van Lucas, begon het bericht te circuleren dat andere vaste acteurs het niet zagen zitten om met Doedens scènes te spelen. Dit was volgens Doedens uit zijn verband gerukt. Het personage Lucas Sanders verliet in december 2015 de serie.
In het voorjaar van 2016 gingen er geruchten dat Doedens terug zou keren in de soap. Op 7 april 2016 werd bekendgemaakt dat Doedens terug zou keren in de huid van Lucas Sanders in de spin-off-soap Nieuwe Tijden. In de backdoor-pilot in de cliffhanger van Goede tijden, Slechte tijden op 1 juli 2016 was Doedens weer eenmalig te zien als Lucas. In de uitzending van Chantal blijft slapen van 27 oktober 2016 werd door Doedens persoonlijk bekendgemaakt dat hij voor het einde van 2016 weer in de serie terug zou keren als Lucas. Vanaf 21 december 2016 speelde Doedens weer mee, tevens maakte het personage zijn vertrek uit Nieuwe Tijden. In de afleveringen van zowel 10 februari als 29 september 2017 had Doedens een comeback in Nieuwe Tijden. Tevens kwam Doedens terug voor drie afleveringen die te zien waren op 24 en/of 31 augustus 2018.
In juni 2020 werd bekendgemaakt dat Doedens vanwege het niet in acht nemen van de RIVM-maatregelen en de coronaprotocollen tijdens de coronapandemie die door de producent waren opgesteld voor twee weken op non-actief was gezet. Dit mondde uiteindelijk uit in ontslag, toen later bleek dat Doedens de regels nog altijd niet naleefde. Doedens kreeg nog draaidagen tot en met november dat jaar.

### Karakter
Lucas is geboren uit een kortstondige relatie die Janine Elschot had met Stefano Sanders. Ludo Sanders, de man van Janine, zat op dat moment verlamd in een rolstoel, waardoor hij de affaire tussen zijn vrouw en Stefano pas later ontdekte.
Lucas is opgegroeid met de rijkdom van de familie Sanders en heeft een bijbehorend uitgavepatroon: zodra hij geld heeft, kan hij niet wachten om het uit te geven. Dit vaak zonder er goed bij na te denken en met verkeerde investeringen tot gevolg. Lucas wordt omschreven als een jongen die altijd positief is, die niet meteen het achterste van zijn tong laat zien, gevat is en weet wat hij wil. Verder is hij een spring in 't veld, kan hij niet tegen onrecht en is hij ruimdenkend ingesteld. Sluwe trekjes maken hem tot een "echte Sanders". Als Lucas iemand niet aardig vindt, zal hij het niet laten om een paar rake opmerkingen te maken om dit duidelijk te maken.
Lucas is onder andere bevriend met Noud Alberts en Lorena Gonzalez. 
Zijn liefdesleven is turbulent: zeker in de eerste maanden na zijn terugkeer naar Meerdijk heeft hij veel onenightstands. Ook praat Lucas regelmatig sneller dan hij denkt.

## Beroep
- Bellboy "De Rozenboom" (2009)
- Reclameontwerper "Jakero" (2009–2011)
- Mede-eigenaar "Dansatoria" (2011–2014)
- Eigenaar "X-Selfie" (2014–2016)
- Barman "Spelonk" (2016)
- Eigenaar en Barman "De Koning" (2017–2019)
- Horecamanager "BOKS" (2020–2021)

## Relatie
- Marco Buis (relatie, 2010)
- Edwin Bouwhuis (relatie, 2010–2012)
- Bilal Demir (relatie, 2012)
- Menno Kuiper (relatie/getrouwd, 2013–2014)
- Pelle Schuiten (relatie, 2015–2016)
- Tiffy Koster (relatie, 2016)
- Felix Jagtman (relatie, 2017)
- Flo Wagenaar (relatie/verloofd, 2018–2019)
- Tiffy Koster (relatie/geregistreerde partners, 2019–)